# شهرستان پریموری-گورسکی
{{Infobox settlement|name=ولایت پریمرجگرسکی کتر|native_name=Primorsko-goranska županija|native_name_lang=hr|settlement_type=شهرستان|image_flag=Flag of Primorje-Gorski Kotar County.png|image_shield=Primorje-Gorski Kotar County coat of arms.png|image_map=Primorsko-goranska županija in Croatia.svg|map_caption=Primorje-Gorski Kotar County within Croatia|latNS=N|longEW=E|population_total=296195|subdivision_name=کرواسی
این شهرستان دارای جزیره‌هایی به نام کرک، کرِس، لوسینج و راب می‌باشد.

## جمعیت
در سرشماری سال ۲۰۱۳ از کل جمعیت ۲۹۶٬۱۹۵ نفری این شهرستان، حدود ۹۵٫۹۵٪ کروات و ۴٫۰۵٪ نیز شامل دیگر ملیت‌ها بودند.

## بخش اداری
تقسیمات شهری:
- شهر رییکا
- شهر باکار
- شهر کرس
- شهر تسریکونیتسا
- شهر چابار
- شهر دلنیتسه
- شهرکاستاو
- شهر کرالیویتسا
- شهر کرک
- شهر مالی لشینی
- شهر نوی ویندولسکی
- شهر اپاتیا
- شهر راب
- شهر وربوسکو
- شهرداری بشکا
- شهرداری برود
- شهرداری چاوله
- شهرداری دوبرینج
- شهرداری فیژین
- شهرداری جلنج
- شهرداری کلانا
- شهرداری کاسترنا
- شهرداری لکو
- شهرداری لورن
- شهرداری مالینسکا
- شهرداری متولجی
- شهرداری درگا
- شهرداری مرکوپالج
- شهرداری امیشالج
- شهرداری پونات
- شهرداری راونا گرا
- شهرداری اسکراد
- شهرداری وینیدول
- شهرداری ویسکوو
- شهرداری وربنیک
- شهرداری لپار
- جزیره آیلویک
- جزیره مال سراکان
- جزیره ول سراکان
- جزیره سوساک
- جزیره اونیج

## مناطق حفاظت شده
- پارک ملی ریسنجک
- یوچکا